# ハイテック・ノークライム
『ハイテック・ノークライム』（HI-TECH / NO CRIME）は、イエロー・マジック・オーケストラ（YMO）のリミックス・アルバム。1992年6月21日にアルファレコードから発売された。

## 概要
リミックスを行ったのはLFO、808ステイト、シェイメンなどのハウス系アーティストで、当時各方面で影響があったメンバーの作品がそろった。
イギリス・アメリカでも発売されているが、日本盤とは選曲や曲順が一部異なる。1993年にアメリカで発売され、それを記念としてイギリスとほぼ同内容のアルバムが『HI-TECH / U.S.CRIME』としてリリースされた。
細野晴臣は楽曲について「すごいと思った曲はなかったが、雰囲気はおもしろかった」とコメントしている。

## 批評
| 専門評論家によるレビュー | 専門評論家によるレビュー |
| レビュー・スコア         | レビュー・スコア         |
| 出典                     | 評価                     |
| ------------------------ | ------------------------ |
| CDジャーナル             | 肯定的                   |

- 音楽情報サイト『CDジャーナル』では、サウンドに関して「リミックス－過激なサウンドという過去のアプローチとは一線を画す“環境ハウス”的なお手軽インスト・アルバムだ」と肯定的に評価している[1]。

## 収録曲

### 日本盤
1. CAMOUFLAGE MARK GAMBLE MICRO-MIX [I]
マーク・ギャンブルによるリミックス。
4thアルバム『BGM』の音源を使用。
2. FIRECRACKER THE SHAMEN REMIX
シェイメンによるリミックス。
1stアルバム『イエロー・マジック・オーケストラ』から坂本龍一演奏によるピアノ音源を使用している。
3. MULTIPLIES THE ALTERN 8 REMIX
オルタネイト（英語版）によるリミックス。
3rdアルバム『増殖』の音源を使用。
4. LIGHT IN DARKNESS THE DARKNESS THE 808 STATE REMIX
808ステイトによるリミックス。
5thアルバム『テクノデリック』の音源を使用。
5. BEHIND THE MASK THE ORBITAL REMIX
オービタルによるリミックス。
2ndアルバム『ソリッド・ステイト・サヴァイヴァー』からヴォーカル音源のみを使用。
6. LOOM MARK GAMBLE MICRO-MIX [II]
マーク・ギャンブルによるリミックス。
4thアルバム『BGM』の音源を使用。
7. TECHNOPOLIS THE RYTHMATIC REMIX
リズマティックによるリミックス。
2ndアルバム『ソリッド・ステイト・サヴァイヴァー』の音源を使用。
8. LA FEMME CHINOISE THE LFO REMIX
LFOによるリミックス。
1stアルバム『イエロー・マジック・オーケストラ』から女性ヴォイスが使用されているだけで、原曲をほとんどとどめていない。
9. CASTALIA MARK GAMBLE MICRO-MIX [III]
マーク・ギャンブルによるリミックス。
2ndアルバム『ソリッド・ステイト・サヴァイヴァー』より、坂本のピアノ音源を使用。
10. TIGHTEN UP THE ROBERT GORDON REMIX
ロバート・ゴードン（英語版）によるリミックス。
3rdアルバム『増殖』の音源を使用。
11. SHADOWS ON THE GROUND THE SWEET EXORCIST REMIX
キャバレー・ヴォルテールのリチャードとDJパロットによるユニットによるリミックス。
7thアルバム『サーヴィス』の音源を使用。
12. RYDEEN THE GRAHAM MASSEY REMIX
グラハム・マッセイ（英語版）によるリミックス。
2ndアルバム『ソリッド・ステイト・サヴァイヴァー』の音源を使用。
ベスト・アルバム『テクノ・バイブル』にはショートバージョンが収録されている。

### インターナルレコード版（欧州販売）
1. Camouflage (Mark Gamble Micro-Mix I)
2. Light In Darkness (The 808 State Remix)
3. Behind The Mask (The Orbital Remix)
4. Multiplies (The Altern 8 Syncopated Mix)
5. Loom (Mark Gamble Micromix II)
6. La Femme Chinois (The LFO Remix)
7. Tighten Up (The Robert Gordon Remix)
8. Firecracker (Zero B Mix)
9. Castalia (Mark Gamble Micromix III)
10. Shadows On The Ground (The Sweet Exorcist Remix)
11. Rydeen (The Graham Massey Remix)
12. Firecracker (Additional Production, Reconstruction, And Mix By The Shamen)
13. Tong Poo (The Orb Remix I)
14. Tong Poo (The Orb Remix II)
15. Light In The Darkness (...Spark) (808 State Ambient Reprise)

### Hi-Tech/No Crime - Yellow Magic Orchestra Reconstructed（北米販売）
1. Camouflage - (Mark Gamble micro mix)
2. Light In The Darkness - (808 State remix)
3. Behind The Mask - (Orbital remix)
4. Multiples - (Altern 8 syncopated mix)
5. Loom - (Mark Gamble micro mix)
6. La Femme Chinois - (LFO remix)
7. Firecracker - (Zero B mix)
8. Tighten Up - (Robert Gordon remix)
9. Rydeen - (Graham Massey remix)
10. Firecracker II - (Shamen remix)
11. Tong Poo - (Orb I remix)
12. Castalia - (Mark Gamble micro mix)
13. Tong Poo - (Orb II remix)
14. Light In The Darkness (...Spark) - (808 State ambient reprise)